# Richard Schmitz (Politiker, 1885)

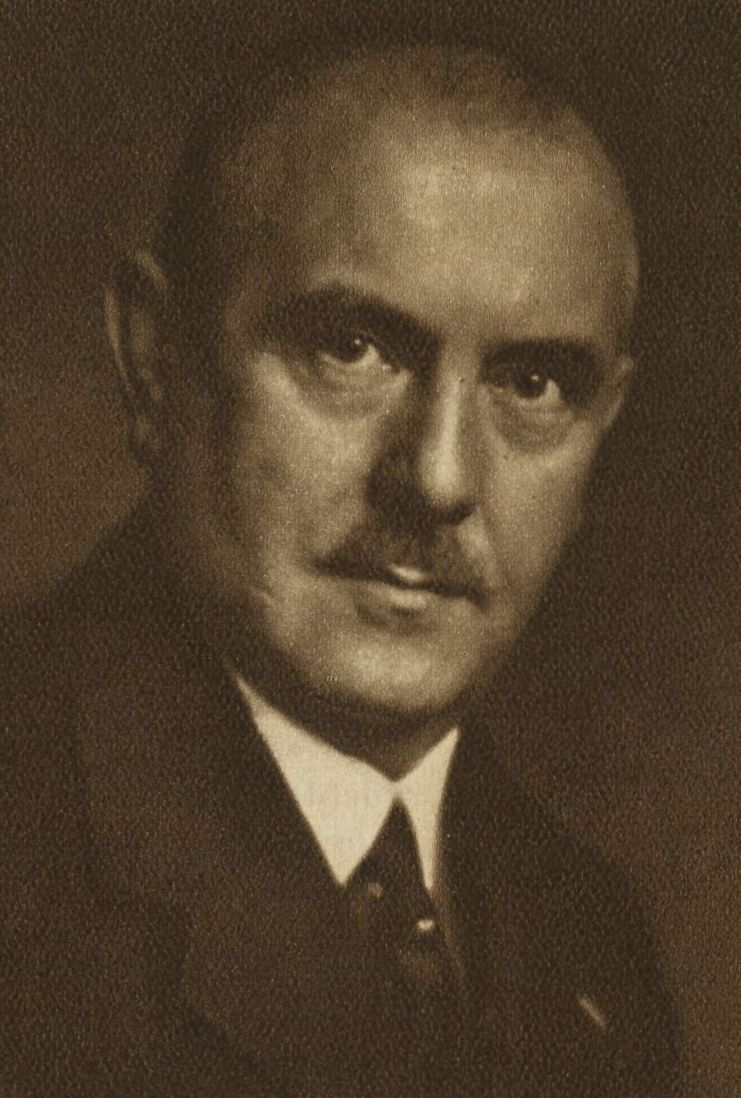
Richard Schmitz, um 1934

Richard Schmitz (* 14. Dezember 1885 in Müglitz, Mähren; † 27. April 1954 in Wien) war ein österreichischer Politiker der Christlichsozialen Partei bzw. der Vaterländischen Front. Von 1934 bis 1938 war er Bürgermeister von Wien.

## Leben
Richard Schmitz wurde in Müglitz als Sohn des Karl Schmitz (1851–1917) und der Karoline Schmitz (1855–1937) geboren. Er studierte Rechtswissenschaften an den Universitäten Wien und Innsbruck. Ab 1905 war er Mitglied der katholischen Studentenverbindung KaV Norica Wien. Er war bei verschiedenen katholischen Zeitungen und Zeitschriften als Journalist tätig und wurde Direktor der Zentralstelle des Volksbundes der Katholiken Österreichs. Im August 1911 heiratete er Josefa Mlczoch (1887–1943). Seine politische Karriere begann 1918 als Gemeinderat im Wiener Gemeinderat, 1920 wurde er Abgeordneter zum Nationalrat. Diese Position hatte Richard Schmitz bis zum Jahre 1934 inne.
Der österreichische Politiker wurde im Jahre 1922 Sozialminister und 1926 Unterrichtsminister. In dieser Zeit beendete er den Schulstreit mit den Sozialdemokraten und ließ die Hauptschule, die Arbeitermittelschule und Aufbauschule gesetzlich einführen. 1930 wurde Richard Schmitz Vizekanzler und schließlich in den Jahren 1934 bis 1938, nach der Verhaftung seines sozialdemokratischen Vorgängers durch den Ständestaat, der letzte Bürgermeister Wiens vor dem „Anschluss“ an das Deutsche Reich. In dieser Zeit ließ er unter anderem die Wiener Höhenstraße errichten. Ab Mai 1936 war er gleichzeitig Landesleiter der Wiener Vaterländischen Front.

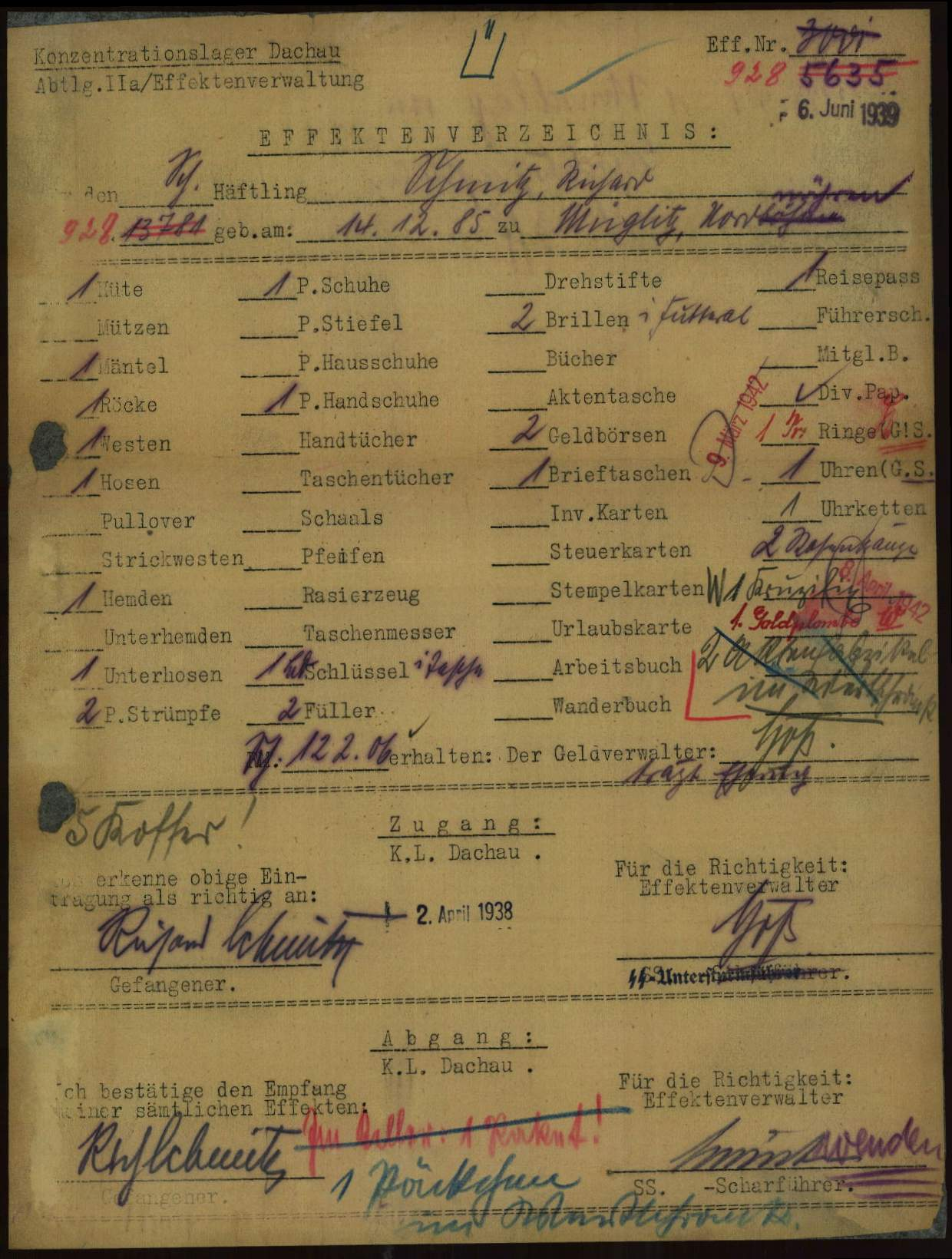
Liste des Eigentums von Richard Schmitz als Gefangener im nationalsozialistischen Konzentrationslager Dachau

In der Nacht von 11. auf 12. März 1938 besetzte der Vizebürgermeister Fritz Lahr mit etwa 160 Bewaffneten des SA-Sturmbanns I/99 „Oberland“ das Rathaus und zwang die Rathauswache, ihre Waffen niederzulegen. Richard Schmitz wurde verhaftet, im Gefangenenhaus am Donaukanal interniert und später mit dem Prominententransport in das KZ Dachau verschleppt.
Er saß während des Zweiten Weltkrieges in politischer Haft. Ende September 1939 wurde er in das KZ Flossenbürg, im März 1940 wieder zurück nach Dachau verlegt. Gegen Ende des Krieges wurde Schmitz als Mitglied eines Geiseltransports von prominenten KZ-Häftlingen und Sippenhäftlingen von der SS über das Lager Reichenau nach Südtirol verlegt, wo er schließlich im Mai 1945 von amerikanischen Truppen befreit wurde.
Nach Ende des Krieges wurde Richard Schmitz Generaldirektor des katholischen Herold-Verlages und war journalistisch bei der Furche tätig. Des Weiteren war der Generaldirektor Präsidialmitglied und Obmann der Sektion Wochenblätter im Verband Österreichischer Zeitungsherausgeber.
Sein Grab befindet sich auf dem Wiener Zentralfriedhof (Gruppe 35G, Nummer 1).